# Emmenomma obscurum
Espèce
Synonymes
- Emmenomma oculatum obscurum Simon, 1905

Emmenomma obscurum est une espèce d'araignées aranéomorphes de la famille des Macrobunidae.

## Distribution
Cette espèce est endémique de la province de Santa Cruz en Argentine,. Elle se rencontre sur le Cerro Buenos Aires.

## Description
La femelle décrite par Almeida-Silva, Griswold et Brescovit en 2015 mesure 6,32 mm.

## Systématique et taxinomie
Cette espèce a été décrite sous le protonyme Emmenomma oculatum obscurum par Simon en 1905. Elle est placée en synonymie avec Emmenomma oculatum par Roth en 1967. Elle est relevée de synonymie et élevée au rang d'espèce par Almeida-Silva, Griswold et Brescovit en 2015.

## Publication originale
- Simon, 1905 : « Étude sur les arachnides recueillis en Patagonie par le Dr. Fillipo Silvestri. » Bolletino dei Musei di Zoologia e di Anatomia Comparata della Università di Torino, vol. 20, no 511, p. 1-17 (texte intégral).